# Сильвия (киновселенная Marvel)
Си́львия Лафейдо́уттир (англ. Sylvie Laufeydottir), урождённая Ло́ки (англ. Loki) — персонаж медиафраншизы «Кинематографическая вселенная Marvel» (КВМ), частично основанный на персонажах Леди Локи и Сильвии Лаштон из Marvel Comics.
Сильвия является альтернативной версией Локи, арестованной организацией «Управление временными изменениями» (УВИ) за преступление против «Священной линии времени». Сильвия сбегает во время суда и путешествует по альтернативным реальностям, пока не встречает Локи. Она вступает с ним в союз и во время их приключений у них возникают романтические чувства. Пара раскрывает, что организацию УВИ и «Священную линию времени» создал «Тот, кто остаётся». Он предлагает им выбор: управлять УВИ или убить его и открыть Мультивселенную. Сильвия, ведомая желанием дать всем существам свободу воли и выбор, вступает в конфронтацию с Локи и выталкивает его в альтернативную версию УВИ. После этого, Сильвия убивает «Того, кто остаётся» и освобождает Мультивселенную.
Роль Сильвии в КВМ исполняет британская актриса София Ди Мартино. Впервые Сильвия появляется в первом сезоне сериала «Локи» (2021) в серии «Славная миссия» на «Disney+». Она вернулась во втором сезоне (2023).

## Концепция, кастинг и характеризация
Сильвия — оригинальный персонаж, созданный для КВМ, вдохновлённый Леди Локи, женской формы оригинального Локи, которая дебютировала в «Thor» Vol 2, #80, после события Рагнарёк, и Сильвией Лаштон, второй версией Чаровницы, представленной в «Dark Reign: Young Avengers» #1. В комиксах Лаштон — девушка из Брокстона, Оклахома, которая получает магические силы, предоставленные ей, когда Асгардцы захватили её дом. Позже она стала временным членом Молодых мстителей и так называемой «Богини обмана», прозвище, которое шоу адаптировало для Сильвии. Fatherly резюмировал персонажа так: «Хотя комиксы подразумевают, что Сильвию создала какая-то версия Локи, они не являются одним и тем же персонажем. То, что сделал сериал „Локи“, по-видимому, объединило персонажей Сильвии и Леди Локи в нового человека: Вариант Локи, который использует псевдоним „Сильвия“». Ди Мартино проходила пробы на роль с Хиддлстоном под вымышленными именами «Боб» и «Сара», и только после этого ей сказали, какую роль она играла. В конечном итоге она получила роль в ноябре 2019 года, причём сообщения указывали на то, что она играла женскую версию Локи в той или иной форме. По словам Ди Мартино, было важно сделать персонажа уникальным и оригинальным, сохранив при этом важные аспекты личности Локи. Херрон представила персонажа как «совершенно новую предысторию в совершенно новой истории», причём её внешность и манеры были похожими на Локи Хиддлстона. Херрон хотела, чтобы Ди Мартино сыграла эту роль, потому что в ней «есть этот огонь, и она привносит эту удивительную уязвимость всем своим персонажам», используя её, чтобы помочь создать Сильвию в качестве альтернативного Локи, которая может стоять на своём, не отвлекая внимания от своего альтернативного варианта. Хиддлстон выразил восхищение по поводу того, что Ди Мартино получила эту роль, комментируя: «Я не могу дождаться, когда зрители увидят Софию в этом…у неё есть озорство, игривость, может быть, немного внутренней фрагментации и некоторые сломанные эмоции…но [она] так предана, и она сделала это полностью самостоятельно [с] её собственной подготовкой и исследованиями, и это была такая забавная динамика». Хиддлстон продолжил свои комментарии, сказав: «Я думаю, что для Локи это было бы довольно дестабилизирующим» при встрече с альтернативной версией себя.
Намерение создателя Майкла Уолдрона с Сильвией состояло в том, чтобы она сыграла роль в самоактуализации Локи и искуплении от злодейского изображения в предыдущих фильмах, причём Уолдрон прокомментировал, что «встретившись с Сильвией и держа перед ним зеркало, он впервые почувствовал [привязанность] к себе…в Сильвии, он видит в себе то, чем можно восхищаться». В шоу Сильвия является любовным интересом Локи, идея, сформировавшаяся в самых ранних эпизодах шоу от Уолдрона, который хотел, чтобы его неохотные отношения с ней развили его характер в «надежде, что, возможно, это также связано с тем, что он научится прощать себя». Уолдрон также добавил: «София потрясающая, такая потрясающая актриса… Я думаю, вы знаете, что то, что делает её отличным фоном для Тома…[видно повсюду]». В ответ на опасения по поводу романа между Локи и Сильвией, Хиддлстон похвалил эту тему персонажа, объяснив: «Я не думаю, что отношения Локи с самим собой были очень здоровыми…было приятно видеть, как он сталкивается с аспектами, от которых он бежит… Кроме того, Сильвия не Локи. Сильвия — это Сильвия. Это тоже интересно». Херрон также сочла его романтический интерес к ней уникальным: «…в этом есть что-то забавное. Она — это он, но она — не он. У них был такой разный жизненный опыт. Так что просто с точки зрения идентичности было интересно вникнуть в это». Она добавила: «Взгляд, который они разделяют, в тот момент [это началось как] расцветающая дружба. Затем они оба впервые почувствовали укол: „О, может ли это быть чем-то большим? Что это я чувствую?“».
Рэйчел Пейдж из Marvel.com определила Сильвию как «невероятно охраняемую, с высокими стенами, возведёнными вокруг неё, чтобы защитить себя от всего—как физических драк, так и чувств». Арка персонажа стремилась разрушить эти стены, в то время как сохранение акцента на мести против УВИ превзошёл все другие аспекты её развития. Ди Мартино отметила крайнюю печаль персонажа в последние моменты финала первого сезона «Ради всего времени. Навсегда.»: «Она убивает его, она просто совершенно неудовлетворена. Это не сделало того, что она хотела сделать…она не чувствует этого облегчения». По словам Херрон, Сильвией движет месть, боль и гнев, аналогично Локи в «Торе» (2011). По поводу своей арки в первом сезоне она прокомментировала: «Локи говорит ей: „Ты не получишь то, что хочешь.“ Но она ещё не там. На своём пути самоисцеления она не там, где он находится». Несмотря на это, Херрон заявила, что её чувства, запечатлённые в поцелуе между ней и Локи, были искренними, но её другие чувства превзошли их, что привело к её предательству и желанию раз и навсегда уничтожить УВИ: «Я думаю, что он определённо дорог ей, но я всегда интерпретирую поцелуй как прощание. Я не думаю, что это обязательно полный трюк, и я не думаю, что её чувства были трюком». Ди Мартино, комментируя финал первого сезона, обнаружила, что «для Сильви она просто выполняет миссию мести» из-за «того, что её жизнь…разрушена, [отнята у неё], такого рода гнев. И если вы хотите думать об этом в таких терминах, её „славная миссия“», добавив, что она «одержима» своей миссией на протяжении всего сериала.
Как и Локи, она — бисексуалка, аспект, который Херрон и Ди Мартино сочли важным для представления и уважения скандинавской мифологии персонажа. Многие новостные агентства, включая «Los Angeles Times», отметили, как это включение имитирует комиксы, сочтя эту деталь «большим шагом для КВМ, который в течение многих лет вызывали за его ужасный послужной список, когда дело доходит до включения ЛГБТК».

## Биография персонажа

### Происхождение
Как и вариант Локи 2012 года, Локи родилась Ледяным великаном и была брошена в младенчестве своим отцом Лафеем, однако затем удочерена Одином. Играя в спасение Асгарда со своими игрушками, Локи в детстве арестовывает Равонна Ренслейер (тогда известная как Охотник А-23) от имени организации «Управление временными изменениями» (УВИ) за преступление против «Священной линии времени», однако Сильвия крадёт темпад Ренслейер, и сбегает из организации. Сильвия учится скрываться от УВИ в течение следующих столетий, принимая псевдоним «Сильвия», стремясь освободить «Священную линию времени» от УВИ, разрабатывая способность обладать чужими телами для достижения своих целей.

### Бомбардировка «Священной линии времени»
В течение нескольких недель Сильвия убивает несколько команд минутменов УВИ и крадёт их заряды перезагрузки. Альтернативная версия Локи раскрывает местоположение Сильвии в Алабаме до смертоносного урагана в 2050 году. Сильвия захватывает разум сначала нескольких людей, а затем Охотника B-15 и рассказывает Локи через него о своих планах. Сильвия отклоняет предложение Локи свергнуть Хранителей времени, а позже, выходит к нему один на один, активирует Темпад и телепортирует украденные заряды в различные места во времени, создавая новые ответвления в «Священной линии времени». Она открывает Дверь времени и уходит.

### Союз с Локи
Попав в штаб-квартиру УВИ, Сильвия и Локи сталкиваются с Ренслейер. Когда Сильвия угрожает убить Локи, Локи использует TemPad, и телепортирует их на луну Ламентис-1 в 2077 году, которой грозит уничтожение от падающей планеты. Сильвия и Локи объединяют усилия, чтобы сбежать с луны. Маскируясь под охранника и его заключённого, они садятся на эвакуационный поезд, где Сильвия и Локи обсуждают свои жизни за выпивкой. Локи, будучи опьянённым, снимает свою маскировку, в результате чего, охранники поезда выкидывают его в окно. Сильвия, зная, что Темпад у него, прыгает за ним. Локи случайно ломает TemPad, в результате чего Сильвия и Локи разрабатывают новый план, заключающийся в захвате эвакуационного корабля, который, согласно «Священной линии времени», будет уничтожен перед тем, как покинет луну. Сильвия рассказывает Локи, что все в УВИ являются вариантами, охотящимися на других вариантов, на что Локи рассказывает Сильвии, что большинство вариантов, работающих на УВИ, включая Мобиуса М. Мобиуса и Охотника B-15, не знают, что они сами являются вариантами.

### Встреча с Хранителями времени
Сильвия и Локи, не имея шанса на спасение, смиряются перед лицом своей неминуемой гибели. Сильвия узнаёт от Локи, что именно спасение делает из Локи — Локи. Они образуют романтическую связь, которая порождает возникновение новой альтернативной линии, перпендикулярное «Священной линии времени», в результате чего их арестовывает УВИ. Охотник В-15 тайком отводит Сильвию в «Roxxcart» в 2050 году, и Сильвия, по просьбе охотника, восстанавливает её воспоминания B-15 о прошлой жизни. Локи и Сильвию доставляют к Хранителям времени в сопровождении Ренслейер и группы минутменов. Охотник В-15 вмешивается в суд и освобождает обоих Локи от сдерживающих их ошейников, и в последовавшей схватке, Сильвия убивает нескольких минутменов и вырубает Ренслейер. Затем Сильвия, не желая вести диалог с Хранителями времени, обезглавливает одного из них, и оказывается, что Хранители являются обычными андроидами. Ренслейер приходит в себя и удаляет Локи на глазах у Сильвии перед тем, как Локи хотел рассказать Сильвии о своих чувствах к ней.

### Пустота
Сильвия требует правды от Ренслейер, однако Равонна заявляется, что так же, как и она, не знает о создании УВИ. Сказав ей, что Локи не был убит, а отправлен в «Пустоту» в конце времён, она делает вывод, что тот, кто находится за пределами Пустоты, является фактическим создателем УВИ. Она удаляет себя и встречается с Алиотом, пытающемся её убить. Внезапно, её спасает Мобиус, и отвозит её к Локи и другим вариантам Локи. Сильвия рассказывает план Локи, заключающийся в зачаровании Алиота, считая, что именно за ним находится тот, кто создал УВИ. В начале, Сильвия пытается в одиночку зачаровать Алиота, в то время как Локи пытается его отвлечь. Однако Алиот замечает Сильвию, но её спасает Классический Локи и отвлекает Алиота, построит иллюзию Асгарда. Сильвия и Локи объединяют усилия и пытаются вместе его зачаровать. Классический Локи погибает от Алиота, в то время как Сильвии и Локи удаётся зачаровать Алиота, открывая путь к некой Цитатели. Пара направляется к ней, покидая Пустоту.

### Встреча с Тем, кто остаётся
Войдя в Цитадель конца времени, Локи и Сильвия сталкиваются с Мисс Минуты, которая была непосредственно создана создателем УВИ. Она предлагает им шанс уйти, организовав сделку, которая позволила бы им вернуться в линию времени и жить жизнью, в которой исполняются все их желания. Они отклоняют её предложение, понимая, что это судьба привела их к концу времён. Они встречают настоящего создателя УВИ и «Священной линии времени», человека по имени «Тот, кто остаётся». Сильвия пытается убить «Того, кто остаётся», однако у неё не выходит, поскольку он знает всё, что произойдёт в будущем. Он раскрывает истинную историю УВИ, и что то самое существо из Пустоты по имени Алиот положило конец войне Мультивселенной, которую вели его варианты. Сам «Тот, кто остаётся» изолировал «Священную линию времени» и создал УВИ, чтобы предотвращать рождение его альтернативных версий. Сильвия не верит ему и пытается его убить, однако Локи заступается за него, в результате чего они вступают в конфронтацию. Локи сдаётся и пытается уговорить Сильвию отказаться от убийства «Того, кто остаётся». Сильвия целует его, однако между этим забирает TemPad «Того, кто остаётся» и отправляет Локи в альтернативную версию штаб-квартиры УВИ. Сильвия, ведомая желанием дать существам во Вселенной право выбора, убивает «Того, кто остаётся», который перед смертью сообщает ей, что они скоро снова встретятся. Понимая, что «Тот, кто остаётся» не лгал о происхождении УВИ, она с ужасом наблюдает за тем, как от «Священной линии времени» разветвляется множество временных линий и открывается Мультивселенная.

## Внешний вид
Ди Мартино, Херрон, художник по костюмам Кристин Вада и дизайнер по причёскам Эми Вуд разработали её образ так, чтобы он был как можно более практичным, признавая при этом, что жизнь персонажа — «грязная работа», чтобы отойти от стереотипных женских костюмов в фильме, таких как высокие каблуки. Этот образ должен был отражать то, что «этот персонаж [находится] в бегах… [это] не комфортное существование», по словам Ди Мартино, и продемонстрировал это своим первоначальным растрёпанным внешним видом. Сломанный рог её ободка был вдохновлён головным убором Леди Локи в комиксах и должен был показать, насколько шумной была её жизнь до встречи с Локи, и как она практически «сломана» внутри. Из-за беременности Ди Мартино во время съёмок в её костюм были добавлены скрытые молнии, чтобы она могла кормить грудью своего ребёнка между дублями. Об этом Мартино сказала: «Такие маленькие (большие) вещи, подобные этому, позволили мне выполнять свою работу и быть родителем…[Я] бесконечно благодарна», и что «…это были просто мелочи, и это просто сэкономило много времени. В практическом смысле, это была находка».
Screen Rant обнаружил, что, несмотря на предыдущие проблемы в КВМ с неудобными костюмами или ненужной сексуализацией, пришёл к выводу, что «носить откровенные наряды во время борьбы с преступностью просто не имеет смысла, и хорошо, что Marvel признаёт, что…[это] отличное начало, так что, похоже, студия, по крайней мере, пытается спасти своих героев от плохих костюмов».
Чтобы её внешность соответствовала той жизни, которую она вела до встречи с Локи, она и Хиддлстон нашли способы включить её родной акцент, чтобы контрастировать с Локи, сохраняя при этом асгардский акцент. Ди Мартино сказала об этом: «Такие мелочи, как сохранение большего количества моего регионального акцента и попытка не звучать слишком шикарно или слишком хорошо [были включены], потому что это просто не соответствовало бы опыту, который был у Сильвии».

## Реакция

### Критика
Персонаж был положительно принят критиками и фанатами, несмотря на первоначальные опасения из-за путаницы в её личности. В обзоре на эпизод «Ламентис» Нола Фау отметила, как «Сильвия многое отбросила на этом пути…её настойчивое желание не называться Локи интересно», добавив, что это рисует «картину человека, который знает себя, несмотря на то, что или кем другие могут её считать…ей пришлось бороться, чтобы просто жить как она», и назвала её трагичной, но также симпатичной. Саймон Карди из IGN обнаружил, что Ди Мартино «прекрасно играет эту роль, привнося трогательное чувство человечности» в сцене между ней и Хиддлстоном в эпизоде «Путешествие в тайну». Лорен Пакетт-Поуп из «Elle» сказала о персонаже: «Сильвия, как и любовь, к которой она становится поэтичной, сложна». Что касается варианта Локи, Сильвии, из сериала «Локи», «Empire» посчитал персонажа «мгновенным новым фаворитом». Элиана Доктерман из «Time» сочла Сильвию «тонким и неотразимым» персонажем, добавив, что «будет настоящим обломом, если всё, что пойдёт не так в КВМ в течение следующего десятилетия, будет „виной Сильвии“», согласно её действиям в эпизоде «Ради всего времени. Навсегда.». Для Саймона Карди из IGN выбор Сильвии в упомянутом эпизоде «имеет полный смысл для развития её персонажа», в то время как по мнению «Rolling Stone», ею двигала месть. Брэйди Лангманн из «Esquire» высказал мнение, что поворот Ди Мартино в роли Сильвии «уже далеко прошёл мимо многих изображений женщин Marvel».
Некоторые сочли, что отношения Локи и Сильвии вызывают беспокойство, назвав их «селфцестом», несмотря на то, что Уолдрон считал это необходимым дополнением к шоу для дальнейшего развития их персонажей и любви к себе. Критик из BBC Culture Стивен Келли назвал эти отношения «одним из самых извращённых фанфиков, которые когда-либо видел Интернет», размышляя о будущем шоу в обзоре эпизода «Вариант». Кристиан П. Хейнс, философ и доцент английского языка в Университете штата Пенсильвания, обсудил с Gizmodo последствия романа, заявив, что «вопрос не в том, считается ли это кровосмешением, а в том, что произойдёт, если это действительно основное социальное правило будет ослаблено?…Будет ли хаос охватывать мультивселенную? Или всё будет почти так же, за исключением того, что мы не будем принимать как должное даже самые элементарные социальные и культурные правила? Это кажется мне очень Локи-предложением: на самом деле это не революция, а скорее едкая ирония, которая подрывает серьёзные представления о человеческой природе или о том, что значит быть „цивилизованным“». Хейнс обнаружил проблему в том, как люди «приходят в восторг от преступления, которое это представляет», но похвалил исследование себя, представленное в шоу. Энди Ортис из TheWrap сочла, что отношения «немного сложные, чтобы заставить их работать в долгосрочной перспективе», но похвалила их в целом, отметив, что выступления Хиддлстона и Ди Мартино заставляют их работать: «Локи и Сильвия сделали это…через многое пришлось пройти… они делились секретами и открывали друг другу свои души. И совершенно очевидно, что Том Хиддлстон и София Ди Мартино имеют правильную химию как актёры».
Персонаж также был популярен среди фанатов, а Ди Мартино был номером один в «ЗВЕЗДАметре» IMDb во время первого сезона. Screen Rant обнаружила, что это «настоящее свидетельство того, как Marvel может позвать относительно неизвестного актёра и сразу же прославить его с помощью КВМ». «Deseret News» посчитала Сильвию «самым ценным игроком» шоу из-за того, что она «сделала больше, чем любой другой персонаж в этом шоу», и как персонаж «вёл большую часть истории. Она была той, кто хотел свергнуть Управление временными изменениями и покончить со Священной линией времени. Она хотела создать свободу волю. И она всё это сделала». Тара Квинн из Comic Book Resources включила Сильвию в список 10 лучших персонажей четвёртой фазы КВМ на 6 место.

### Награды
| Год  | Фильм / сериал | Награда                                 | Категория                                                  | Результат | Прим.  |
| ---- | -------------- | --------------------------------------- | ---------------------------------------------------------- | --------- | ------ |
| 2022 | «Локи»         | Critics' Choice Super Awards            | Лучшая актриса в супергеройском сериале                    | Номинация | [ 54 ] |
| 2022 | «Локи»         | MTV Movie & TV Awards                   | Лучший прорыв года                                         | Победа    | [ 55 ] |
| 2022 | «Локи»         | MTV Movie & TV Awards                   | Лучшая актёрская команда                                   | Победа    | [ 55 ] |
| 2022 | «Локи»         | Hollywood Critics Association TV Awards | Лучшая актриса второго плана в стриминговом сериале, драме | Номинация | [ 56 ] |

## Комментарии
1. ↑  Показанная в эпизоде «Событие Нексуса»
2. ↑  (вместе с Томом Хиддлстоном и Оуэном Уилсоном)